# Presidentvalet i Venezuela 2018
Presidentval hölls i Venezuela den 20 maj 2018, med sittande Nicolás Maduro omvald för en andra sexårsperiod. Det ursprungliga valdatumet var planerat till december 2018 men sköts därefter fram till den 22 april innan det sattes till 20 maj. Vissa analytiker beskrev valet som en charad, då valet hade det lägsta valdeltagandet i landets demokratiska era.